# تام بیرون
تام بایرون (انگلیسی: Tom Byron؛ زاده ۴ آوریل ۱۹۶۱) بازیگر پورنوگرافی اهل ایالات متحده آمریکا است.